# آنانوری
آنانوری (گرجی: ანანური) یک مجموعهٔ دژ بر روی رود آراگوی در شهرداری دوشتی، گرجستان و حدود ۴۵ مایل (۷۲ کیلومتر) تفلیس است.

## تاریخ
آنانوری یک دژ و مقر اریستاوی (دوک) دوک‌نشین آراگوی، یک دودمان فئودال در سده سیزدهم میلادی است. این دژ مکان نبردهای سرشماری بوده‌است.
در سال ۱۷۳۹، توسط شانسهٔ کسانی، یک دوک دشمن، به آنانوری حمله شد و به آتش کشیده شد. قبیلهٔ آراگوی نیز قتل‌عام شد. با این وجود، چهار سال پس از آن، دهقان‌های محلی شورش کردند و غاصبان را به قتل رسادند، و سپس از تیموراز دوم، پادشاه گرجستان دعوت کردند که مستقیماً به مردم آنجا فرمانروایی کند. با این حال، در سال ۱۷۴۶ تیموراز مجبور شد با کمک ایراکلی دوم، پادشاه کاختی، یک شورش دهقانی دیگر را سرکوب کند. تا ابتدای سده نوزدهم این دژ به کار برده می‌شد. در سال ۲۰۰۷، این دژ به فهرست آزمایشی میراث جهانی یونسکو افزوده شد.

## نگارخانه

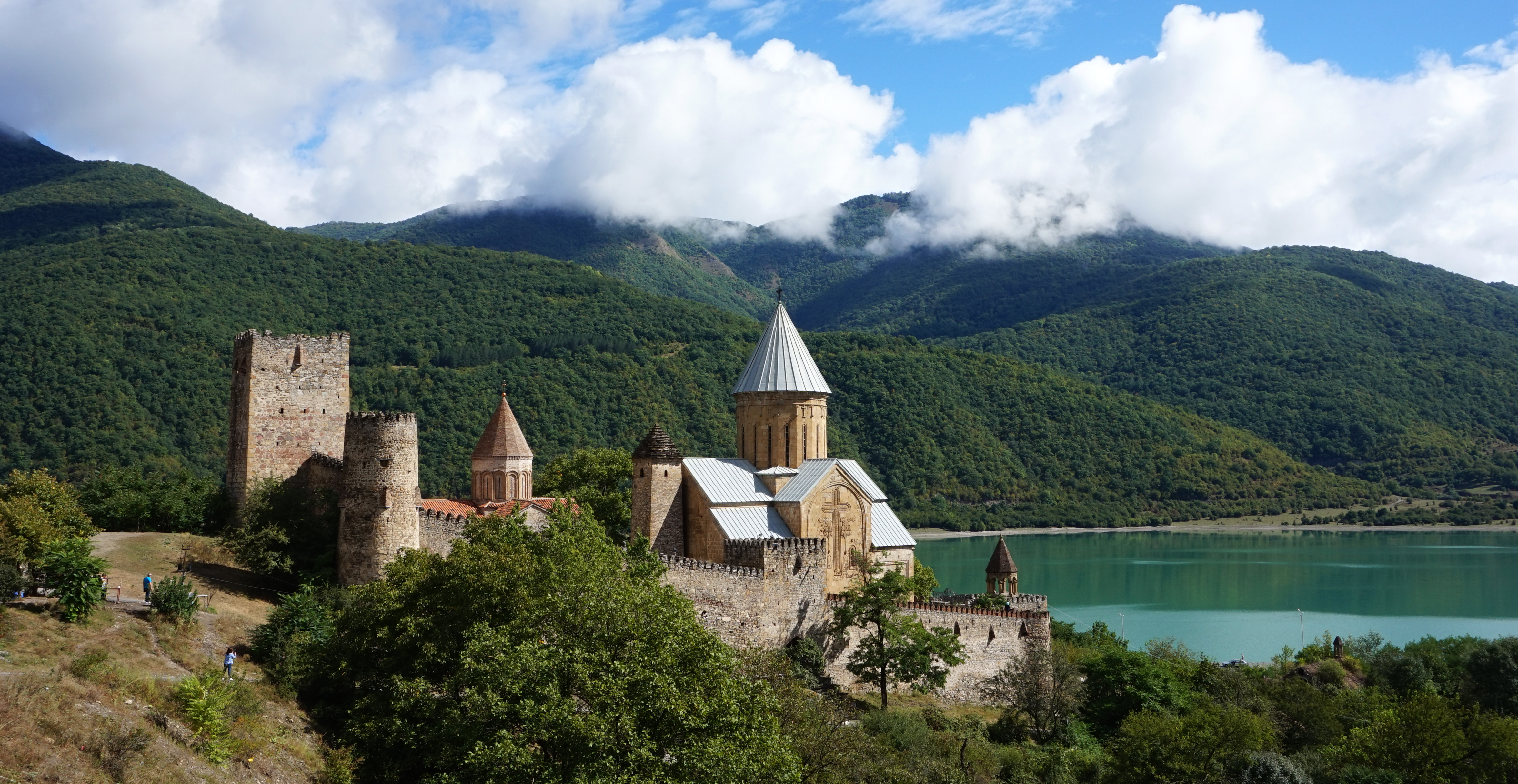
آنانوری
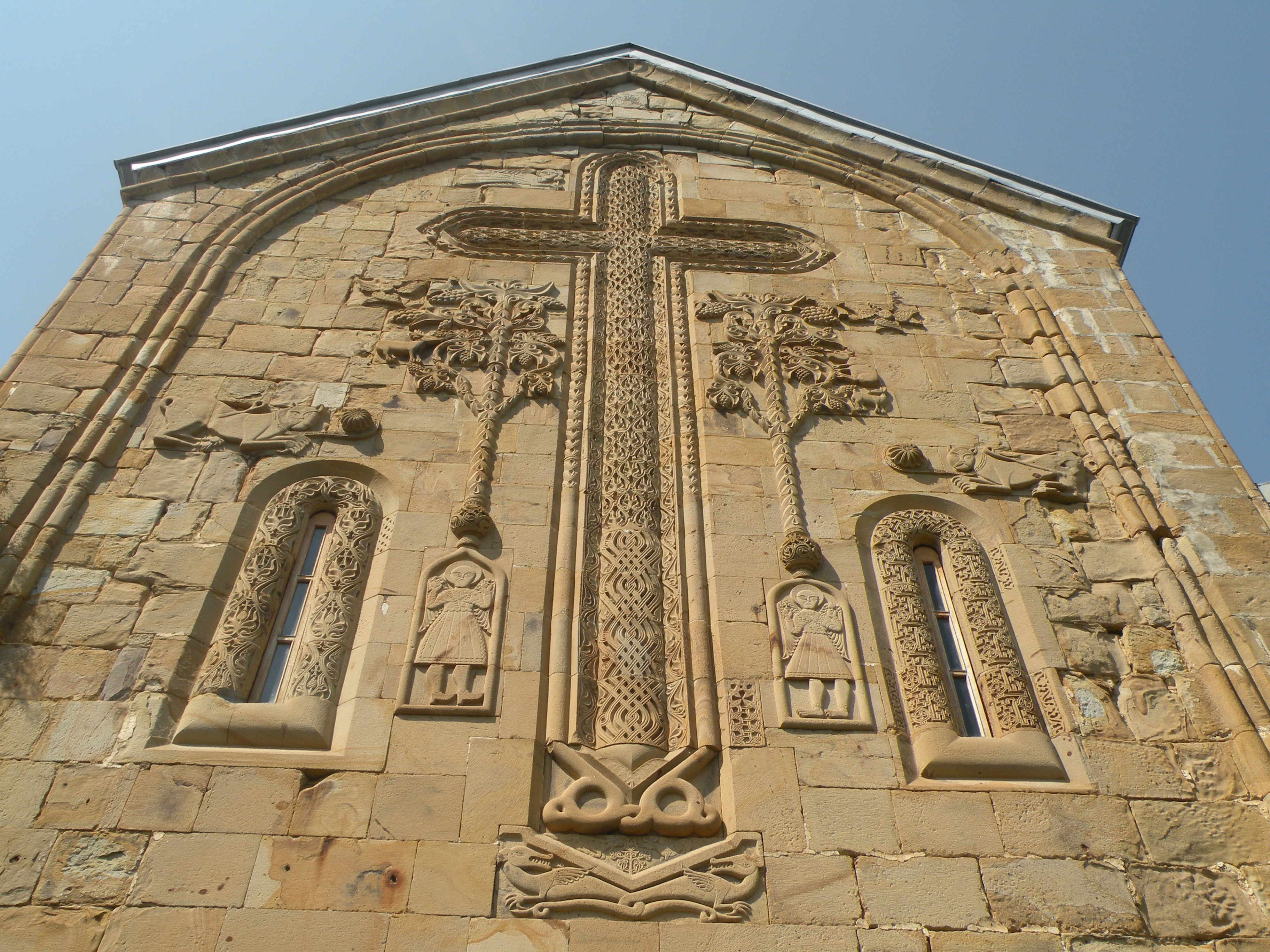
نمای شرقی کلیسای مادر خدا، آنانوری
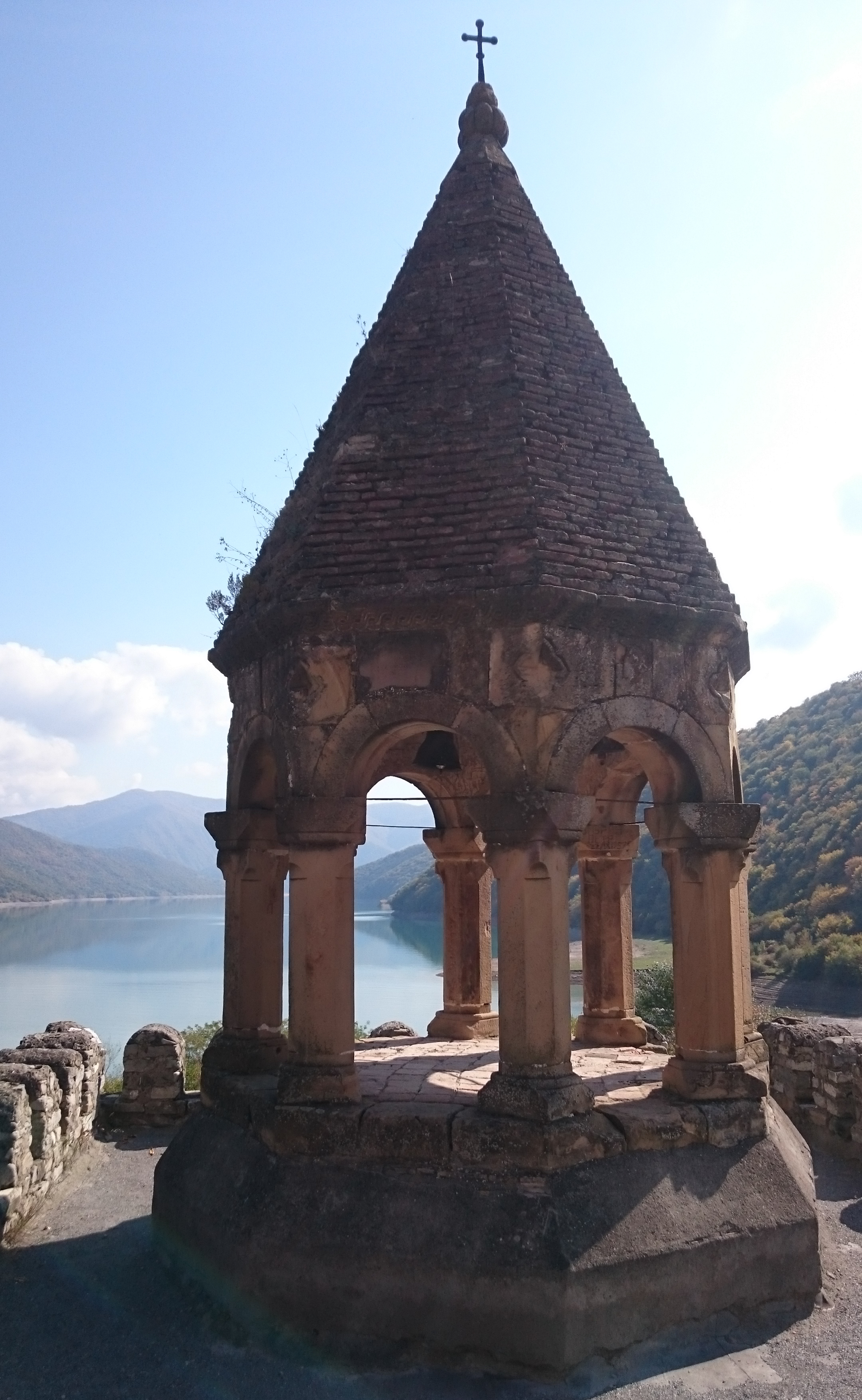
در لبه دژ
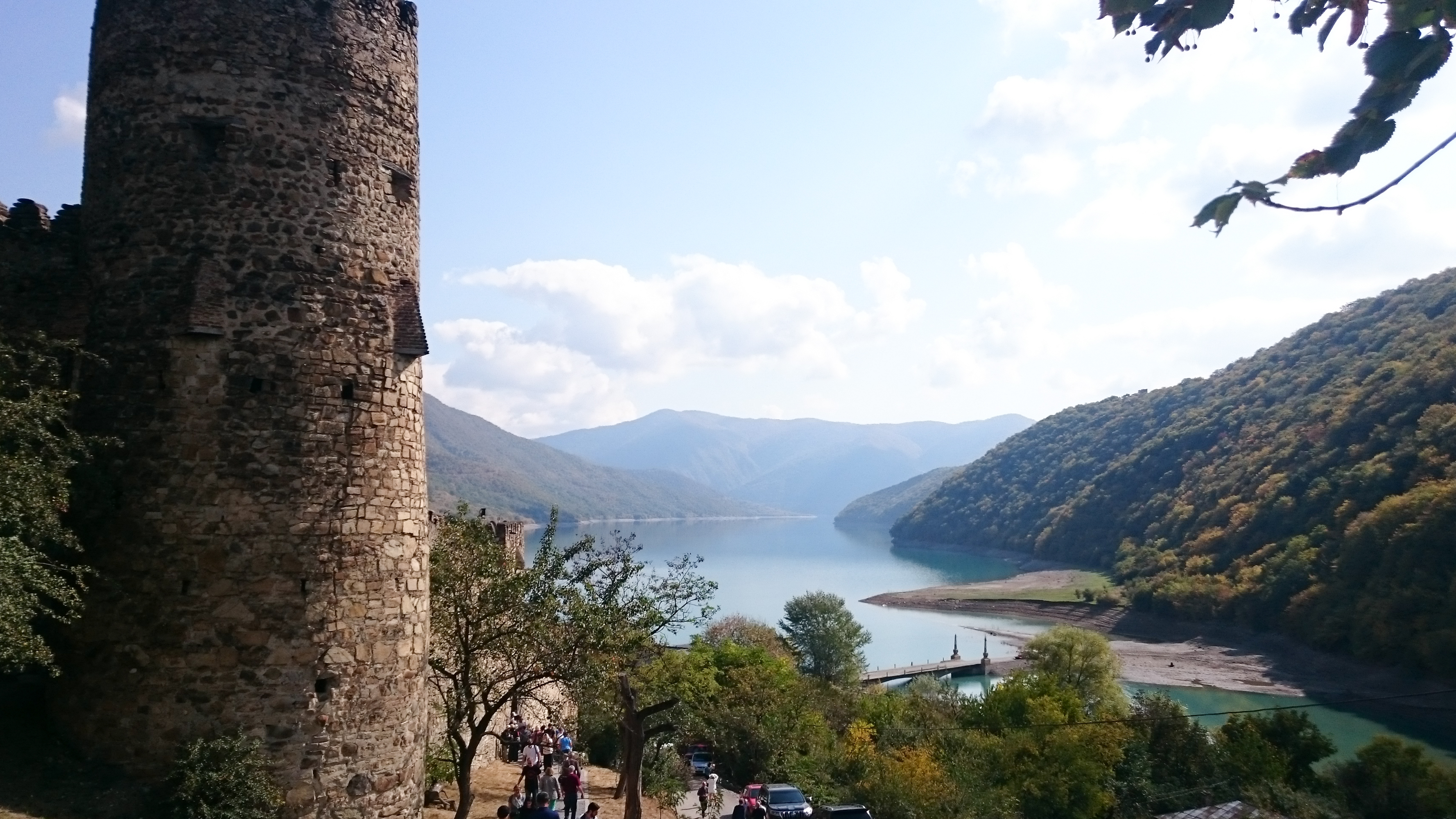
نمایی از دریاچه سچینوالی
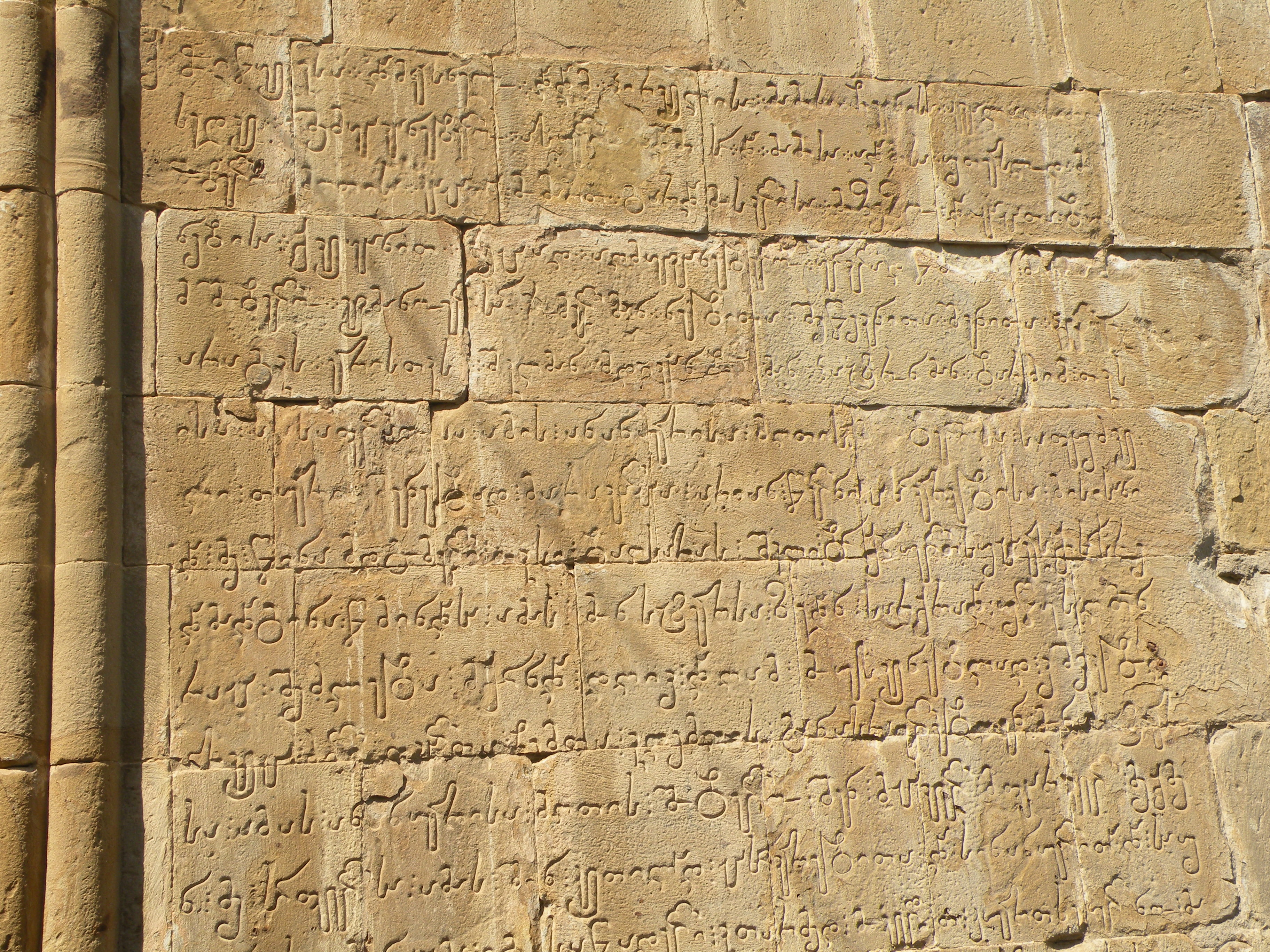
سنگ‌نوشته‌ها